# Сабо, Габриэлла
Габриэлла Тимеа Сабо (венг. Gabriella Timea Szabó; 14 августа 1986, Будапешт) — венгерская гребчиха-байдарочница, трёхкратная олимпийская чемпионка, многократная чемпионка мира и Европы, чемпионка первых Европейских игр в Баку, победительница многих регат национального и международного значения.

## Биография
Габриэлла Сабо родилась 14 августа 1986 года в Будапеште. Активно заниматься греблей начала с раннего детства, проходила подготовку в столичном спортивном клубе Dunaferr.
Первого серьёзного успеха на взрослом международном уровне добилась в 2007 году, когда попала в основной состав венгерской национальной сборной и побывала на чемпионате Европы в испанской Понтеведре, откуда привезла награду золотого достоинства, выигранную в зачёте двухместных байдарок на дистанции 1000 метров. Кроме того, выступила на чемпионате мира в немецком Дуйсбурге, где в той же дисциплине стала бронзовой призёршей.
В 2008 году на европейском первенстве в Милане одержала победу в двойках на пятистах метрах, и, будучи в числе лидеров гребной команды Венгрии, благополучно прошла квалификацию на летние Олимпийские игры в Пекине. Стартовала здесь вместе с напарницами Каталин Ковач, Данутой Козак и Наташей Янич в четвёрках на пятистах метрах и выиграла серебряную медаль, уступив в решающем заезде только экипажу из Германии.
На чемпионате мира 2009 года в канадском Дартмуте Сабо победила в двойках на пятистах метрах. Год спустя на мировом первенстве в польской Познани была лучшей в километровой и полукилометровой гонках байдарок-двоек. Ещё через год на аналогичных соревнованиях в Сегеде стала чемпионкой в четвёрках на пятистах метрах. Благодаря череде удачных выступлений удостоилась права защищать честь страны на Олимпийских играх 2012 года в Лондоне — в составе четырёхместного экипажа, куда также вошли гребчихи Кристина Фазекаш, Данута Козак и Каталин Ковач, на дистанции 500 метров обогнала всех своих соперниц и завоевала тем самым золотую медаль.
После лондонской Олимпиады Габриэлла Сабо осталась в основном составе венгерской национальной сборной и продолжила принимать участие в крупнейших международных регатах. Так, в 2013 году на чемпионате мира в Дуйсбурге она одержала победу в обеих дисциплинах, в которых принимала участие: в двойках на тысяче метрах и в четвёрках на пятистах метрах. В следующем сезоне на мировом первенстве в Москве добавила в послужной список золотые медали, полученные в полукилометровой программе среди двоек и среди четвёрок. В сезоне 2015 года на мировом первенстве в Милане получила серебряную награду в полукилометровой гонке четырёхместных экипажей и золотую в двойках на пятистах метрах. Также выступила на Европейских играх в Баку, где стала лучшей в четвёрках на дистанции 500 метров.